# Ígor Konashénkov
Ígor Evgenievich Konashénkov (en ruso: И́горь Евге́ньевич Конаше́нков; Chisináu, Unión Soviética, 15 de mayo de 1966) es un militar ruso, desde 2011 es el jefe de la Dirección de Servicio de Medios e Información del Ministerio de Defensa de la Federación de Rusia.

## Biografía

### Infancia y estudios
Ígor Konashénkov nació el 15 de mayo de 1966 en Chisináu, capital de la RSS de Moldavia (Unión Soviética). En 1988, se graduó con distinción en el departamento de ingeniería de la Escuela Militar Superior de Radioelectrónica de Defensa Aérea de Zhitomir. En 1998 se graduó de la Academia Militar de Defensa Aérea y en 2006 se graduó de los cursos superiores de la Academia Militar del Estado Mayor General de las Fuerzas Armadas de Rusia.

### Carrera militar
Ha servido en la Fuerza de Defensa Aérea Soviética y en las Fuerzas de Defensa Aeroespacial Rusas  (VVKO), en la dirección del comando principal de las Fuerzas de Defensa Aérea Territorial.

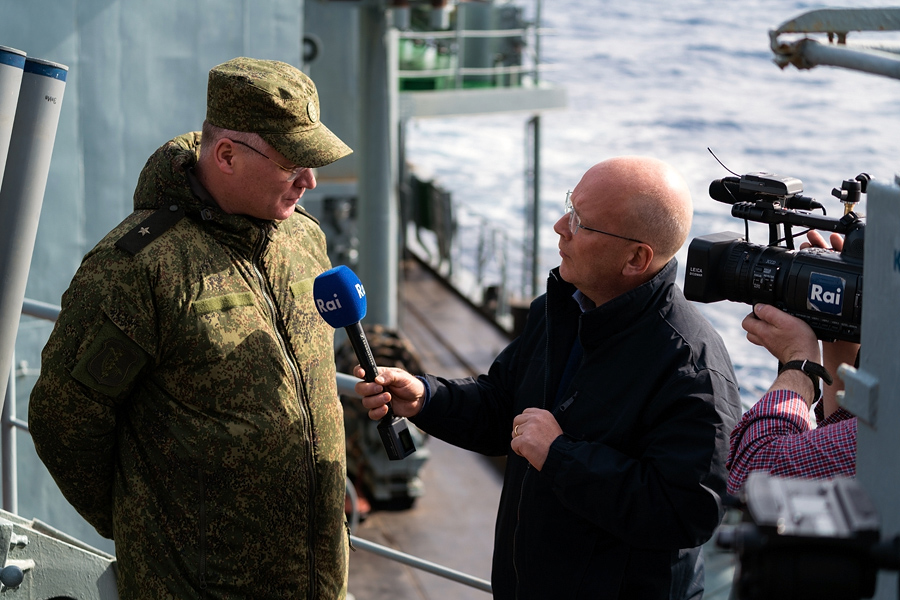
Konashénkov durante el despliegue de la Armada Rusa en el Mar Mediterráneo, en enero de 2016.

En 1998, Konashénkov fue nombrado sucesivamente oficial superior, jefe de grupo y subjefe del Departamento de Cooperación con los Medios Rusos y Extranjeros del Servicio de Prensa del Ministerio de Defensa de la Federación de Rusia. En 2003 se convirtió en jefe del servicio de prensa y subcomandante del Distrito Militar del Cáucaso Norte para asuntos públicos y de medios. En 2005 se convirtió en jefe del servicio de prensa del ejército y subcomandante en jefe del ejército para asuntos públicos y de medios. En 2009 fue nombrado subjefe del Departamento de Asuntos de Medios e Información del Ministerio de Defensa de la Federación de Rusia. En agosto de 2011 se convirtió en jefe del Departamento de Información y Comunicaciones Externas del Ministerio de Defensa de la Federación de Rusia. Es el principal portavoz militar de Rusia.
Ha encabezado unidades de apoyo informativo del ejército ruso en el Cáucaso Norte y en la Fuerza Colectiva para el Mantenimiento de la Paz en la zona de conflicto Georgia-Abjasia.
En febrero de 2013, por Decreto del Presidente de la Federación de Rusia, Vladímir Putin, se le concedió el grado militar de mayor general.

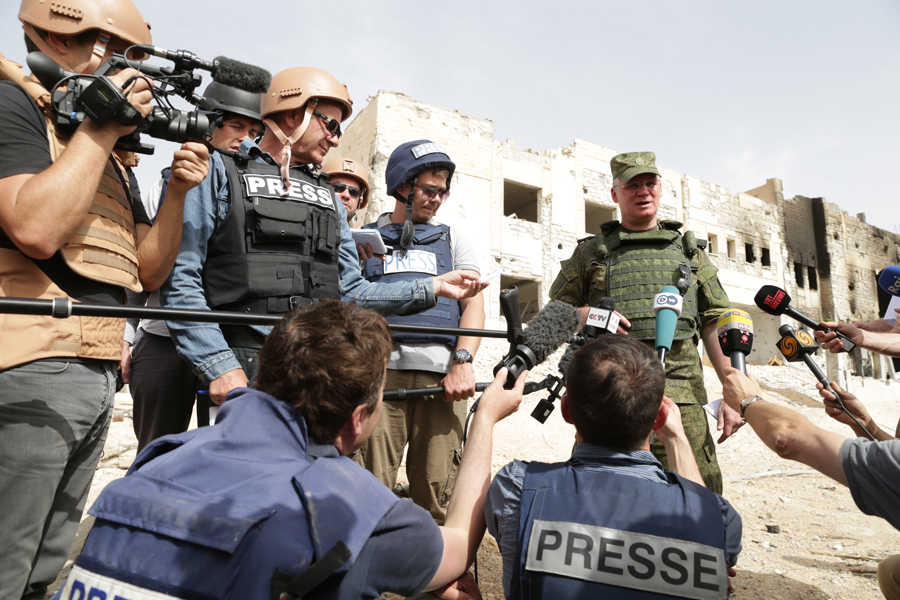
Konashenkov con periodistas en El-Karjatein (Siria) en abril de 2016

Desde 2015, como representante oficial del Ministerio de Defensa de Rusia cubrió la operación militar rusa en Siria, realizando sesiones informativas periódicas para la prensa sobre el curso de las hostilidades, organizando y realizando giras de prensa para periodistas rusos y extranjeros a la ubicación del Grupo de Aviación de la Fuerza Aérea en Siria en la base aérea de Jmeimimy, así como en las ciudades sirias liberadas con la ayuda de las Fuerzas Militares rusas. Desde 2022, es el principal portavoz del Ministerio de Defensa de Rusia en la invasión rusa de Ucrania.
En abril y mayo de 2022, tras la invasión rusa de Ucrania, fue incluido en la lista de sancionados de la Unión Europea, el Reino Unido y Nueva Zelanda.
En junio de 2022, nuevamente por decreto del presidente de la Federación de Rusia, fue ascendido al rango militar de teniente general.

## Condecoraciones

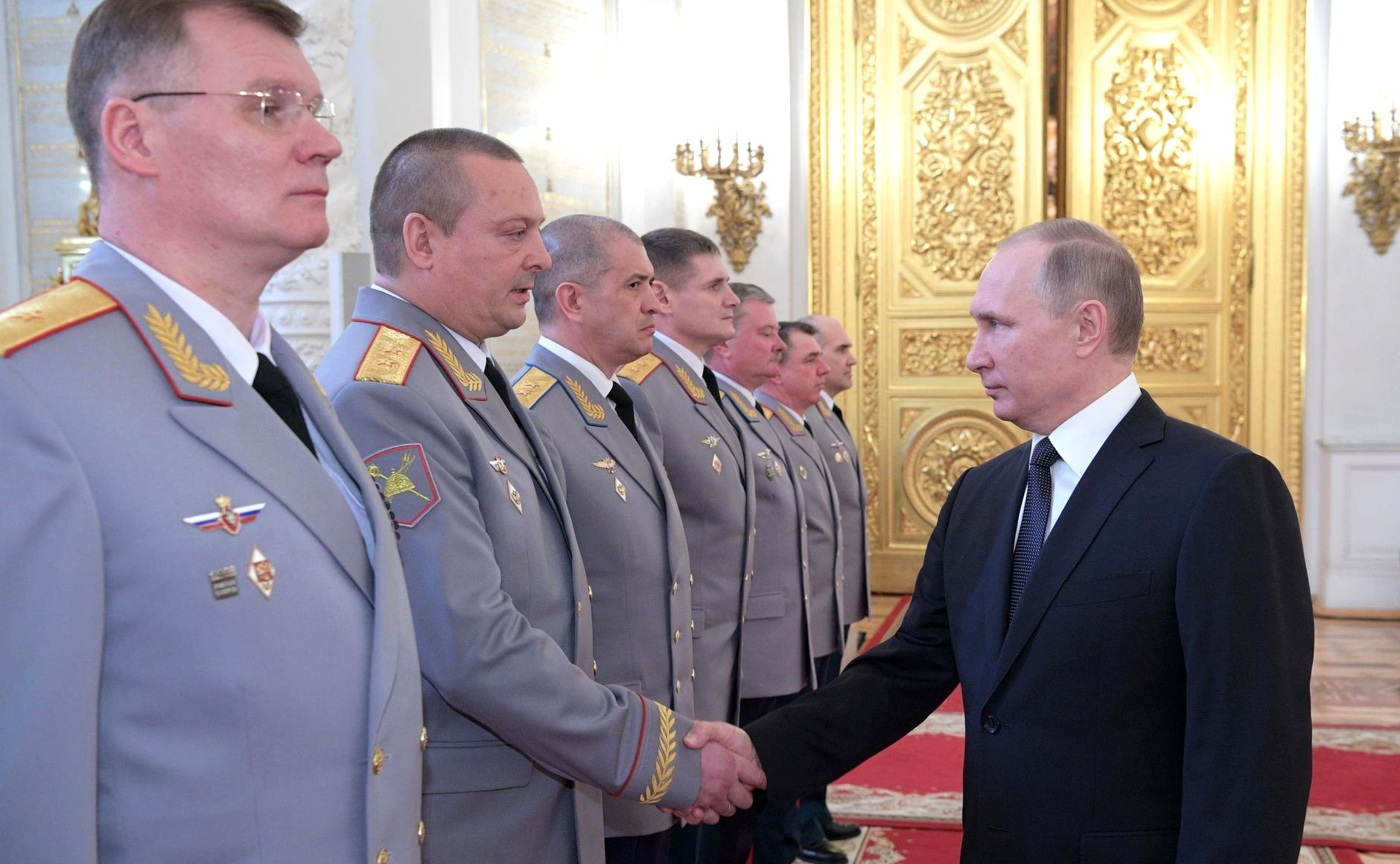
El Presidente de Rusia, Vladímir Putin, saluda a varios oficiales designados para altos cargos de mando, en primer término el mayor general Ígor Konashénkov

A lo largo de su carrera militar Ígor Konashénkov ha recibido algunas de las más importantes condecoraciones militares rusas, entre las que se incluyen
- Orden al Mérito por la Patria de 3.er y 4.º grado
- Orden de Alejandro Nevski
- Orden del Coraje
- Orden al Mérito Militar
- Orden de Honor
- Orden de la Amistad
- Medalla Conmemorativa del 850.º Aniversario de Moscú
- Medalla por Servicio Militar Distinguido de 1.er y 2.do grado
- Maestro de Deportes de la URSS

Además, es miembro del presídium de la Unión de Periodistas en Moscú, quien le otorgó un diploma por sus servicios a la apertura a la prensa en 2016.